# Follatura

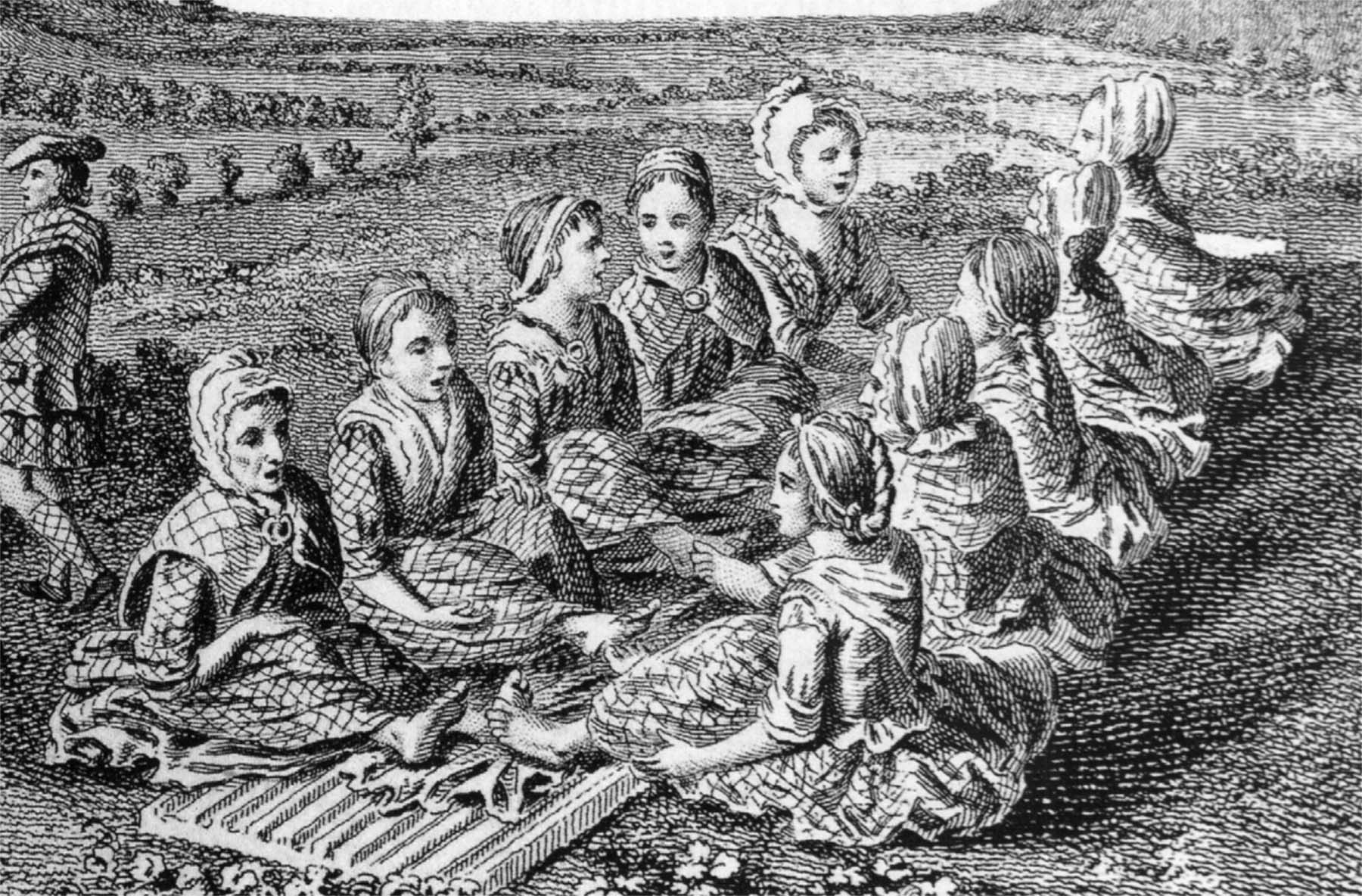
Incisione con donne scozzesi alla follatura dei tessuti, 1770

La follatura è un'operazione del processo di finissaggio dei tessuti di lana che consiste nel compattare il tessuto attraverso l'infeltrimento, per renderlo compatto e in alcuni casi impermeabile.
I fili che compongono il tessuto, bagnato con acqua calda, intriso di sapone e manipolato (battuto, sfregato, pressato) con processi meccanici e chimici, si infeltriscono. Le piccole intercapedini presenti nei punti di intersezione tra i fili di trama e quelli di ordito si chiudono, così la loro legatura è data dalla compenetrazione delle microscopiche squame corticali che rivestono la superficie dei peli. Il processo è progressivo e irreversibile. Si può applicare a tutti i tipi di tessuto realizzati con lana o altri filati contenenti pelo (mohair, alpaca, cashmere).

## Storia
Prima della scoperta delle tecnofibre e degli impermeabilizzanti da parte dell'industria, i soli materiali che permettevano di difendersi dalle intemperie erano il cuoio ingrassato, il feltro, la tela cerata o impregnata di olio e il tessuto follato, cioè il panno.

### Lefullonicaedi epoca romana
Già in epoca romana esisteva una piccola industria che, in apposite officine dette fullonicae, provvedeva all'operazione di follatura. Le pezze tessute venivano messe a bagno in grandi vasche piene d'acqua e battute coi piedi (saltus fullonicus), sfregate e torte con le mani dagli operai (schiavi) sorvegliati dal responsabile (liberto). L'acqua calda con l'aggiunta di argilla smectica detta terra da follone, combinata con l'azione energica dei piedi, infeltriva la lana. A Pompei, quando venne distrutta dall'eruzione del Vesuvio nel 79 d.C. erano in funzione 39 impianti (officinae) per la lavorazione della lana, tra cui undici fullonicae. Il panno poi veniva lavato con urina per eliminare le impurità, fatto asciugare, garzato (cioè spazzolato con cardi o pelli di porcospino per sollevare il pelo), cimato, pressato e candeggiato con fumi di zolfo.

### Le gualchiere medievali
La follatura era un lavoro molto gravoso: già nel Medioevo si costruirono perciò le gualchiere, edifici che sorgevano presso un corso d'acqua, dove magli azionati dalla forza idraulica battevano il panno. 

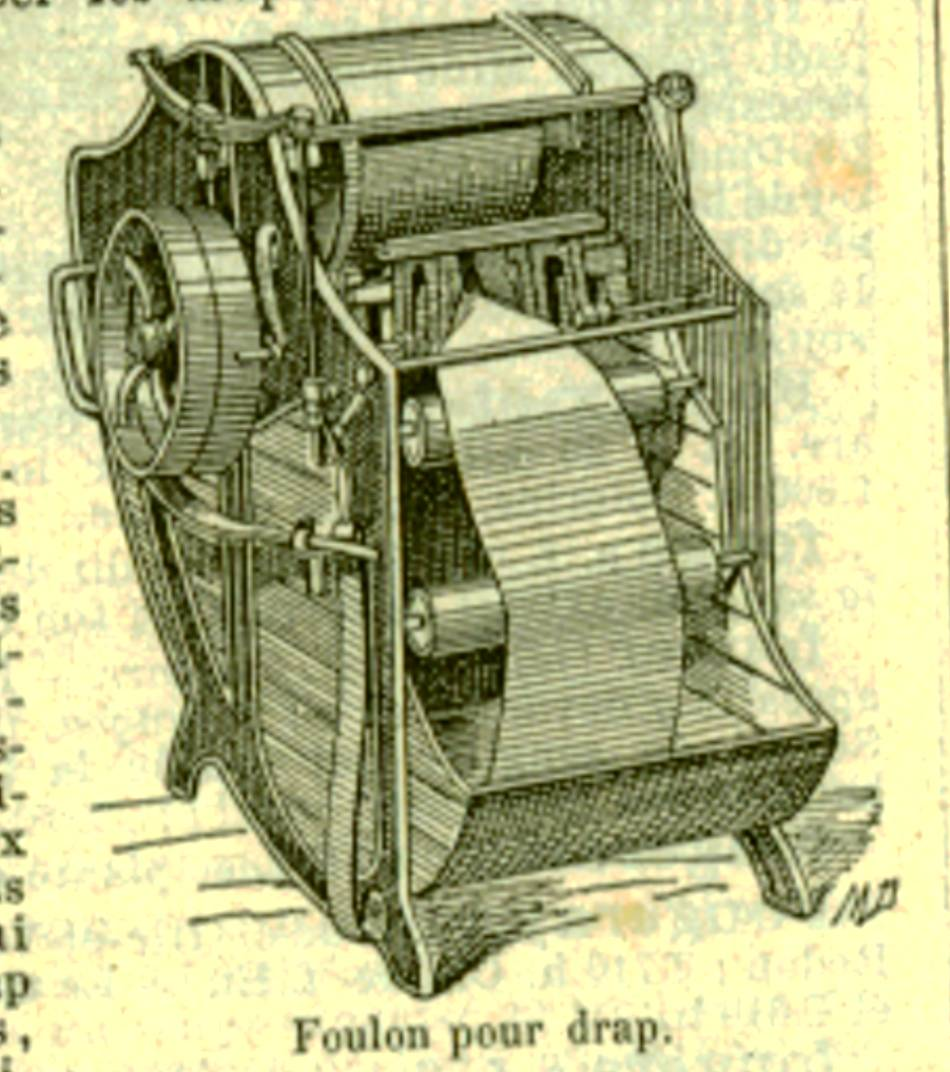
Macchina per la follatura dei tessuti

Oggi la follatura, effettuata con macchinari industriali, continua a essere utilizzata per lavorazioni particolari e per la produzione di tessuti storici come il panno casentino o il loden. In Italia le principali città in cui erano presenti le gualchiere, e che ancora oggi sono presenti ma non più attive, sono Genova e Firenze.

## Cashmere
La follatura è un trattamento indispensabile al finissaggio del cashmere; viene applicata ai tessuti e alle maglierie finiti per conferire loro l'aspetto e la mano, compatta e morbida, che li caratterizzano.